# 神使

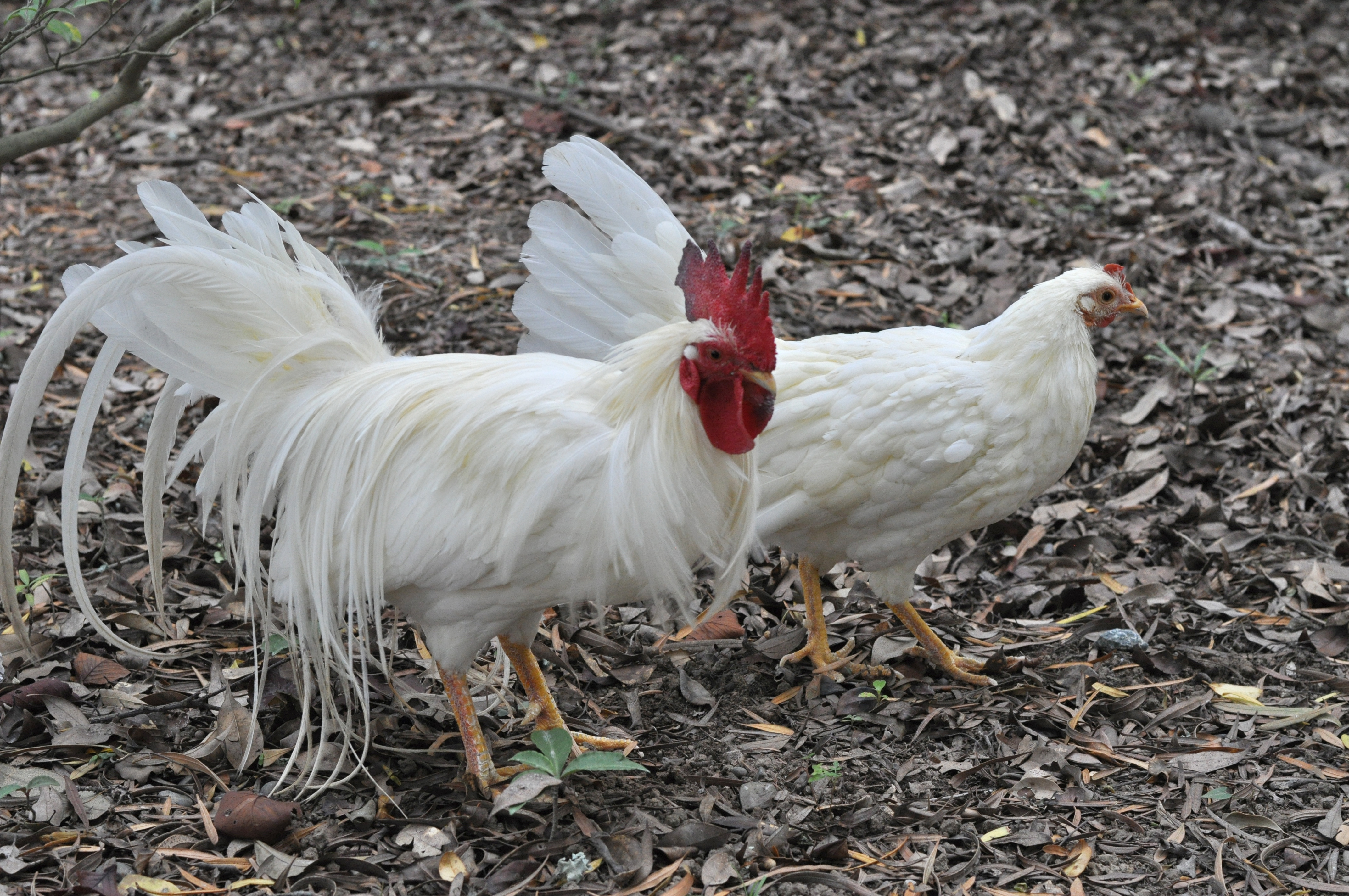
伊勢神宮で放し飼いにされている神使である鶏

神使（しんし、またはじんし）は、神道において神の使者（使い）もしくは神の眷族で神意を代行して現世と接触する者と考えられる特定の動物のことである。「神の使い（かみのつかい）」「つかわしめ」「御先（みさき）」などともいう。時には、神そのものと考えられることもある。神社と縁の深い生物が選定されており、稲荷神の狐、春日神の鹿、山王神の猿、弁財天の蛇、毘沙門天の虎、摩利支天の豬、八幡神の鳩などが神使の代表的なものであるが、その対象になった動物は哺乳類から、鳥類・爬虫類、想像上の生物まで幅広い。
特定の動物が神の意志を伝えるという説話は日本神話の中にも見られる。『日本書紀』の景行天皇記には、伊吹山の荒神（あらぶるかみ）が大蛇に化身して日本武尊の前に現れたのを、尊は「大蛇は荒神の使いだろう」と言ったという記述がある。『紀』の皇極天皇記（4年正月条）には、姿は見えないが猿の鳴き声がしたため、人々が「伊勢大神の使」として、その声で吉凶を判じたという記述がある。また同崇神天皇記では、大物主神自身が蛇の姿で妻問いに訪れるくだりがある。
平安中期成立の『扶桑略記』の記述として、伊勢神宮の近辺で白専女（しらとうめ）＝白狐を射殺した者が配流になったとあり、古代では霊狐信仰があったとみられる。
時代が下ると、神使とされる動物は、その神の神話における記述や神社の縁起に基づいて固定化されるようになり、その神社の境内で飼育されるようにもなった。さらには、稲荷神社の狐のように、本来は神使であるものが祀られるようにもなった。これは、神とは無関係に、その動物自体が何らかの霊的な存在と見られていたものと考えられる。
神使とされる動物には、以下のようなものがある。
| 動物   | 神                                               |
| ------ | ------------------------------------------------ |
| 鼠     | 大黒天                                           |
| 牛     | 天満宮                                           |
| 虎     | 朝護孫子寺                                       |
| 蜂     | 二荒山神社                                       |
| 兎     | 住吉大社・岡崎神社・調神社・恩智神社             |
| 亀     | 松尾大社                                         |
| 蟹     | 金刀比羅宮                                       |
| 鰻     | 三嶋大社                                         |
| 蛇     | 弁才天・大神神社                                 |
| 海蛇   | 出雲大社                                         |
| 白蛇   | 諏訪神社                                         |
| 狐     | 稲荷神社                                         |
| 鹿     | 春日大社・鹿島神宮                               |
| 猿     | 日吉大社・浅間神社                               |
| 烏     | 熊野三山・厳島神社                               |
| 鶴     | 諏訪大社                                         |
| 鳩     | 八幡宮                                           |
| 鷺     | 氣比神宮                                         |
| 鶏     | 伊勢神宮・熱田神宮・石上神宮                     |
| 狼     | 武蔵御嶽神社・三峰神社など奥多摩・秩父地方の神社 |
| 鯉     | 大前神社                                         |
| 猪     | 護王神社・和気神社                               |
| 龍     | 神泉苑・恩智神社                                 |
| ムカデ | 毘沙門天                                         |
| カエル | 二見興玉神社                                     |

## 参考画像

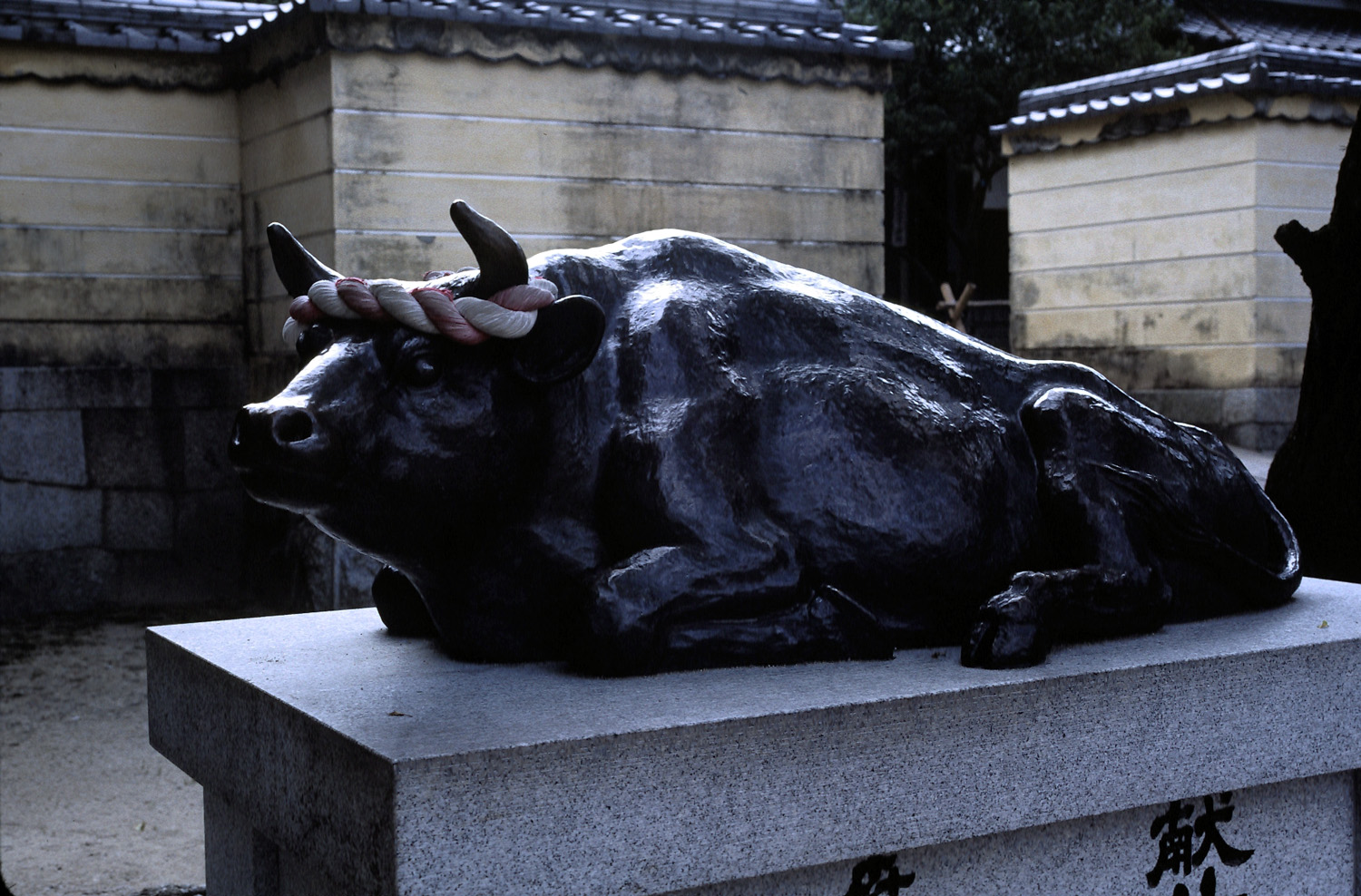
臥牛像（太宰府市・太宰府天満宮）
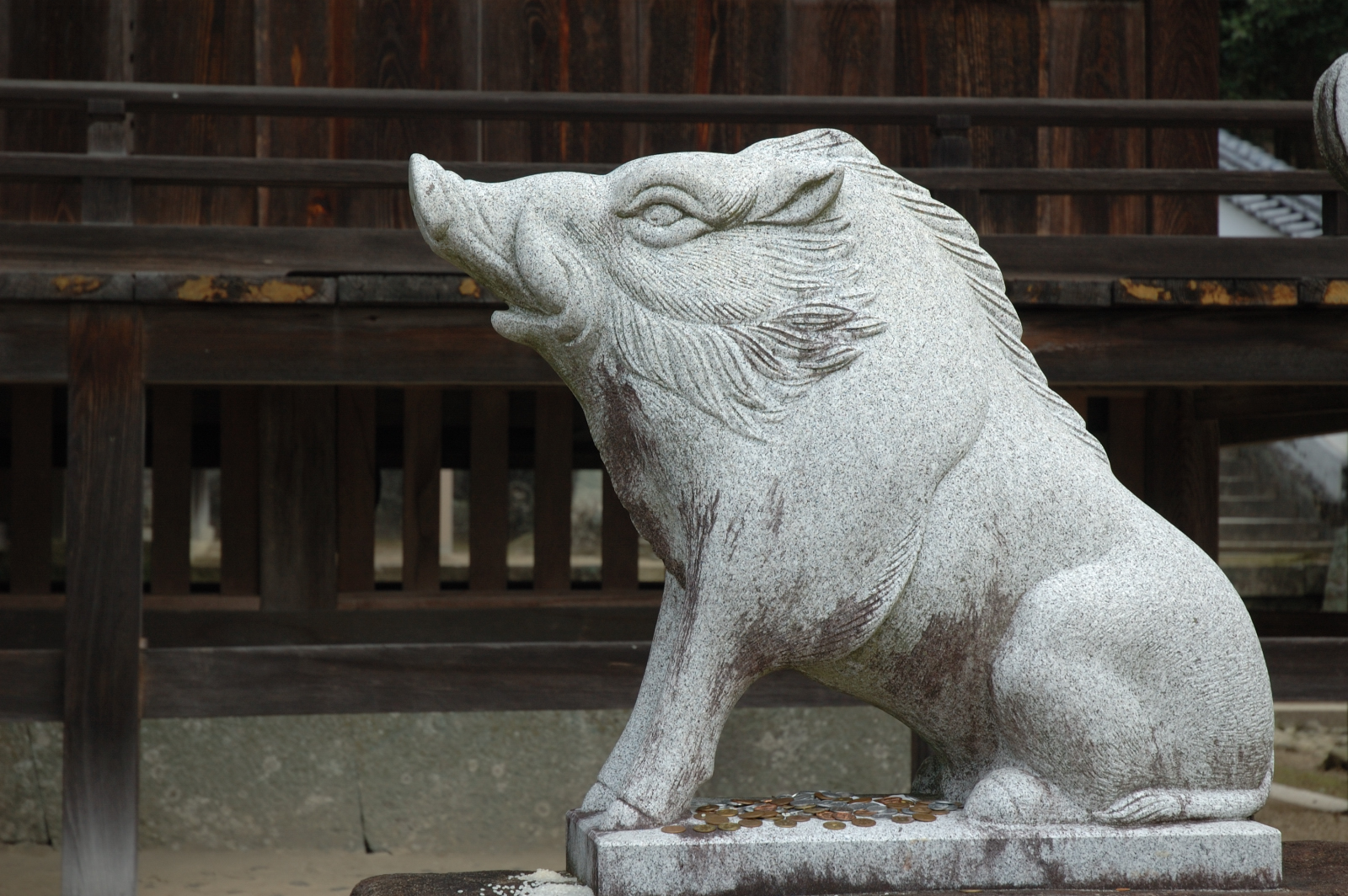
狛猪（和気町・和気神社）
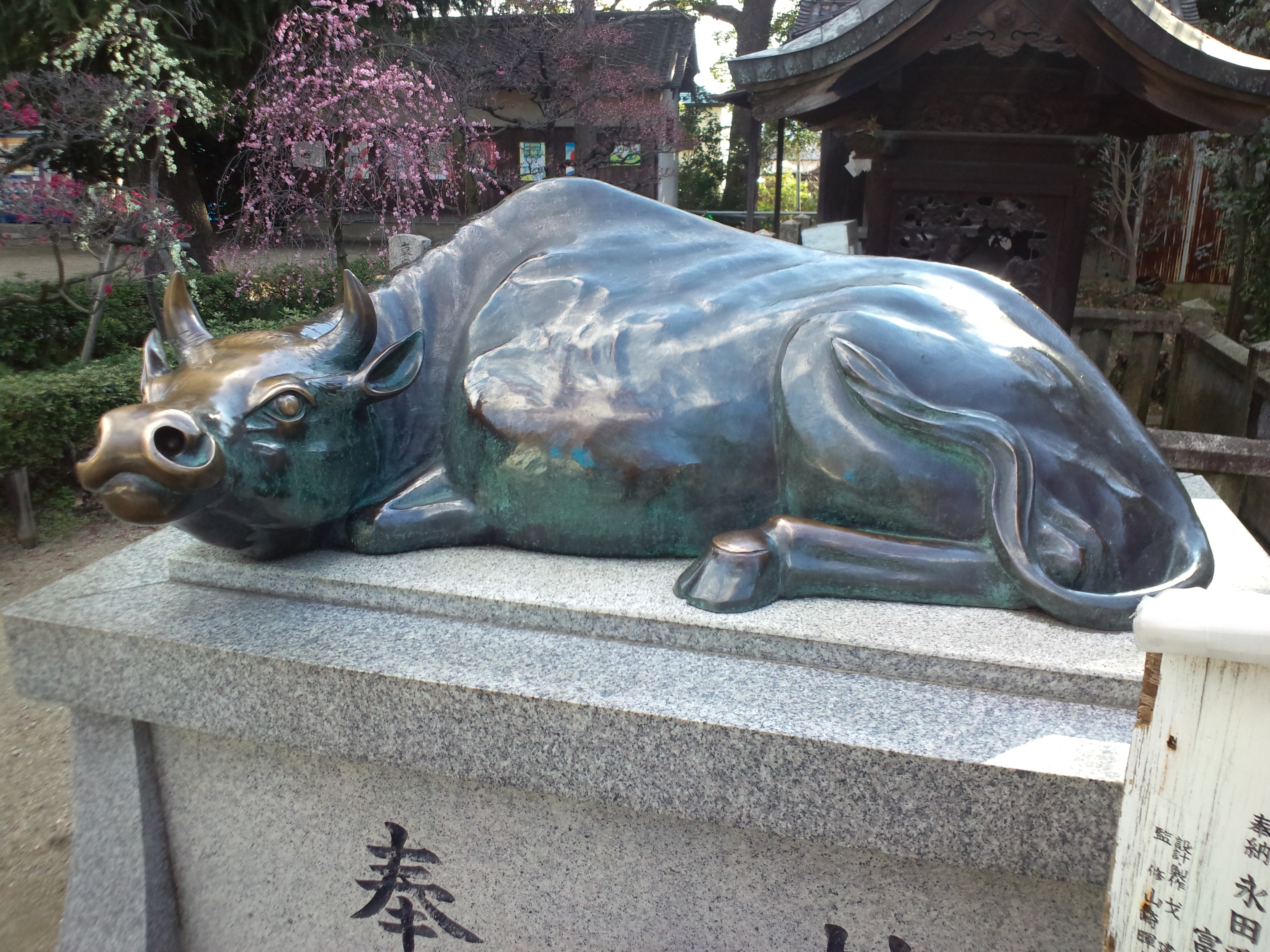
臥牛像（大阪府藤井寺市・道明寺天満宮）
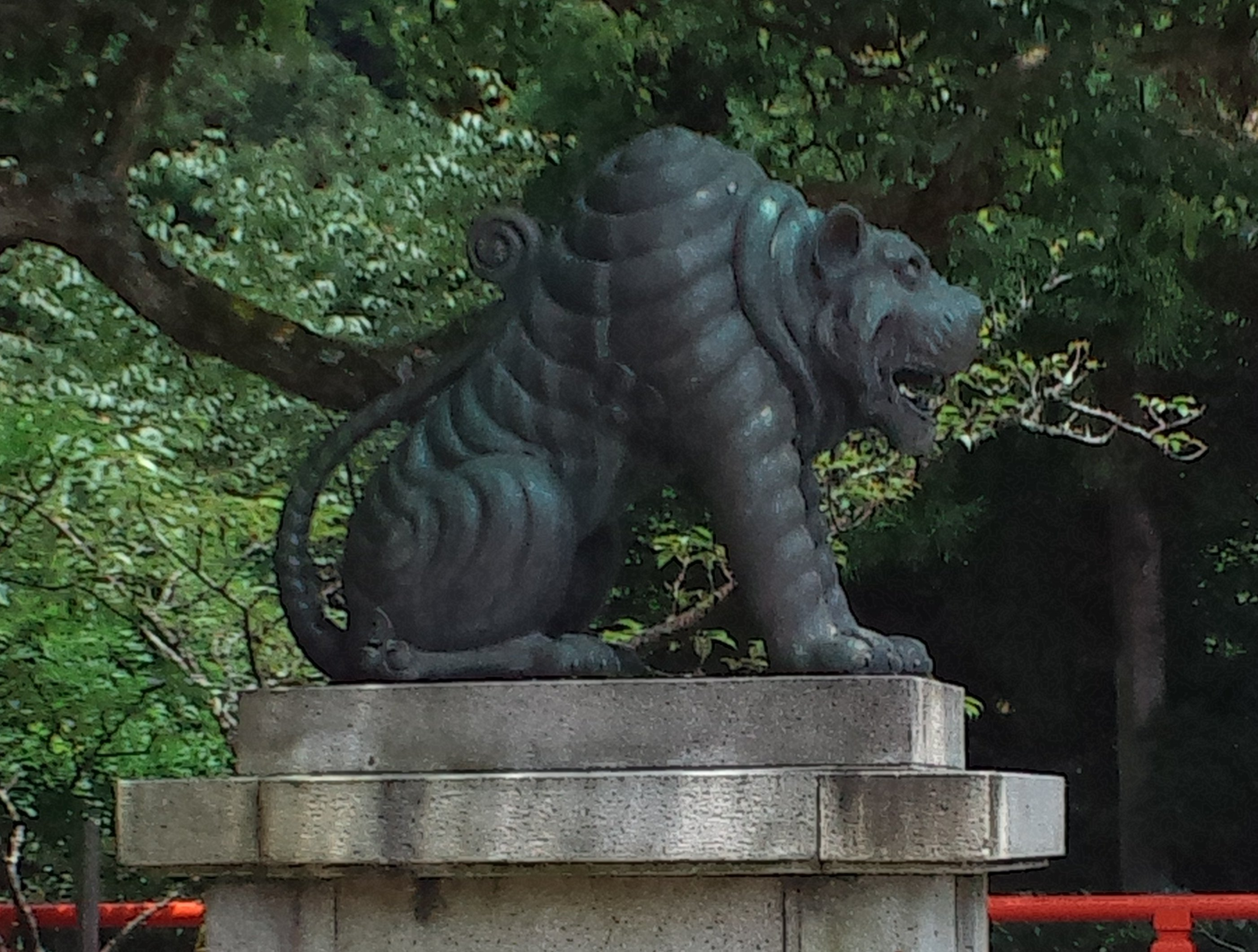
阿吽の虎（京都市・鞍馬寺）
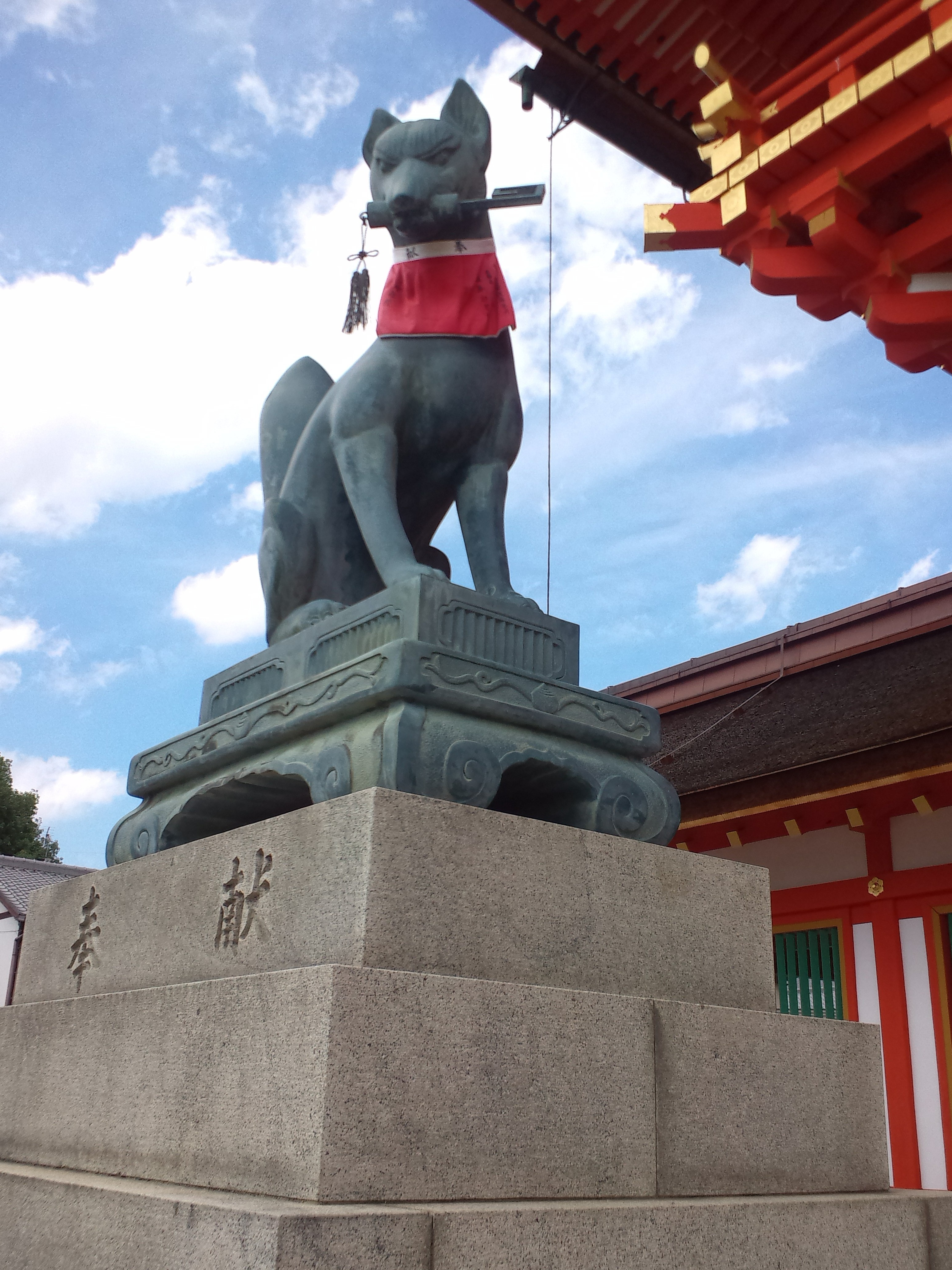
稲荷像（京都市・伏見稲荷大社）
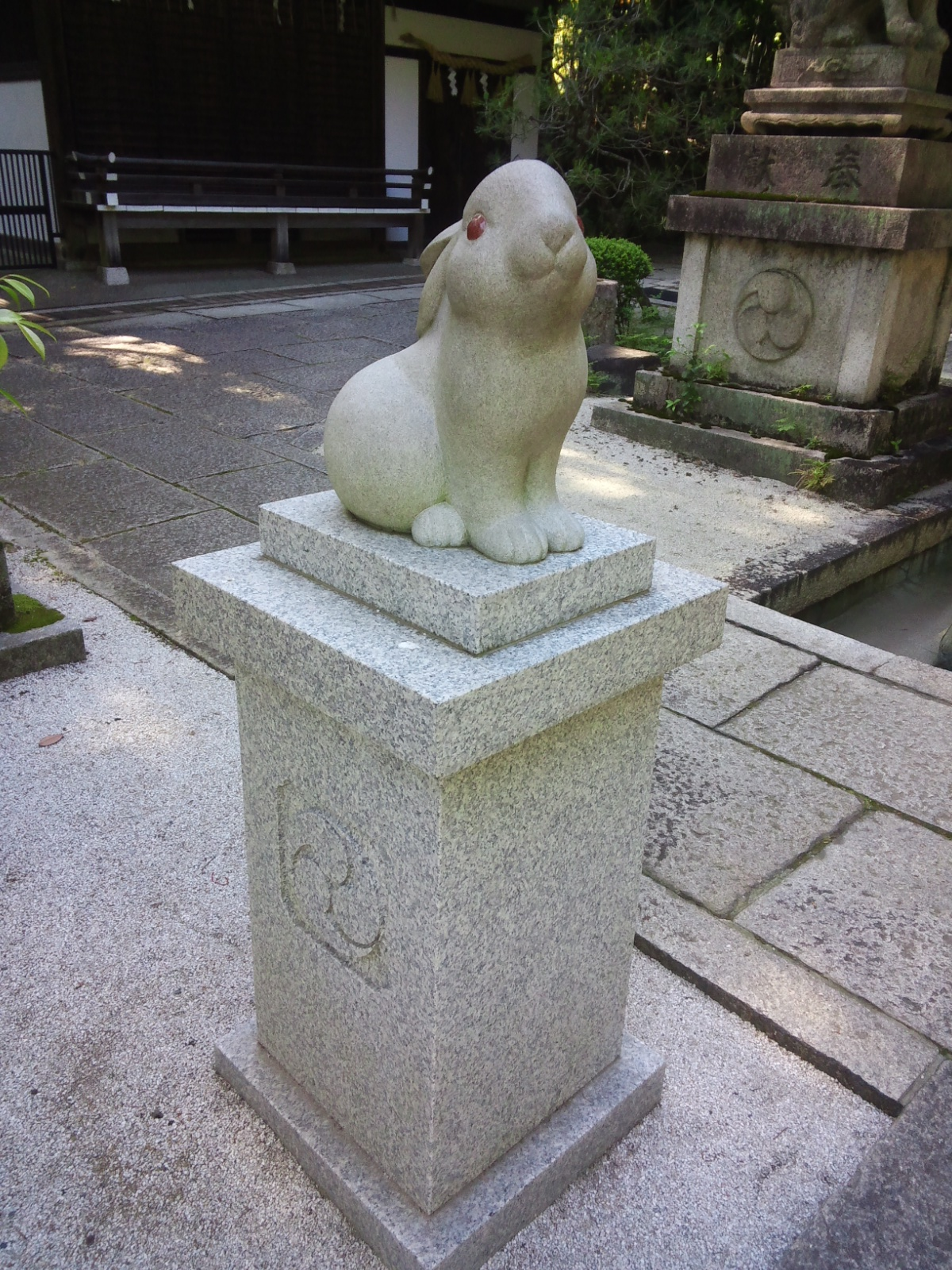
狛うさぎ（京都市・岡崎神社）
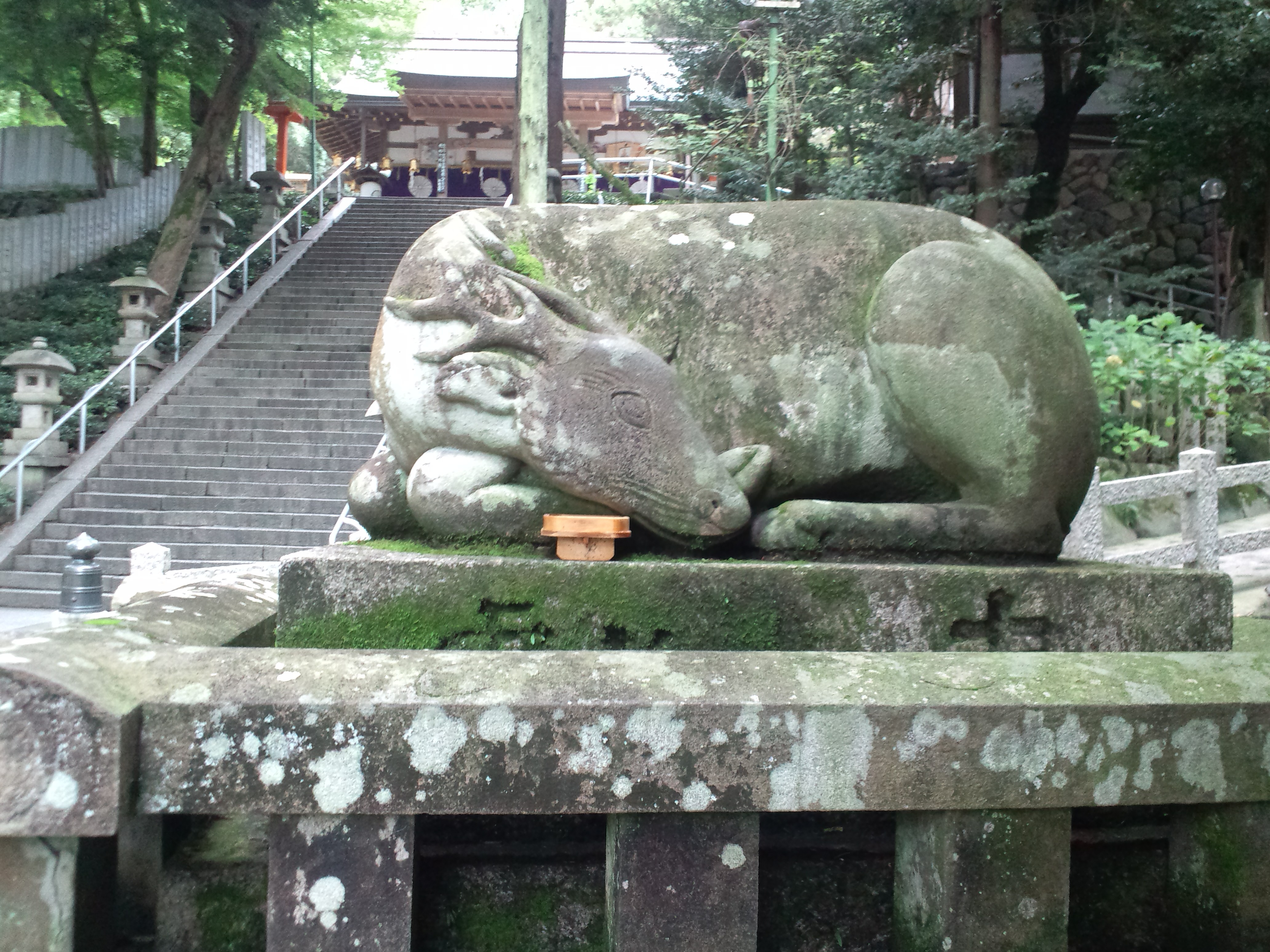
鹿の像（東大阪市・枚岡神社）
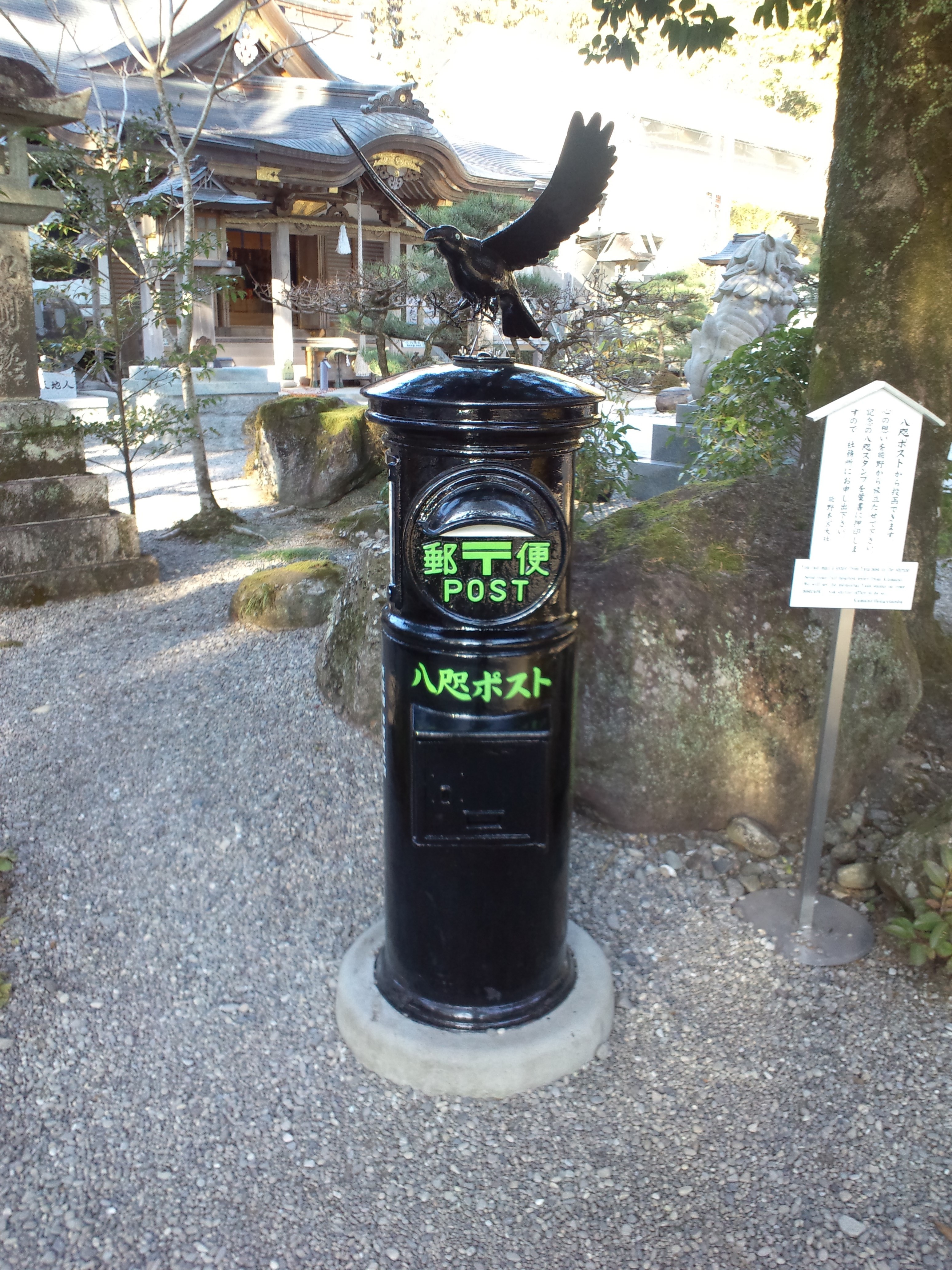
八咫烏のポスト（田辺市・熊野本宮大社）
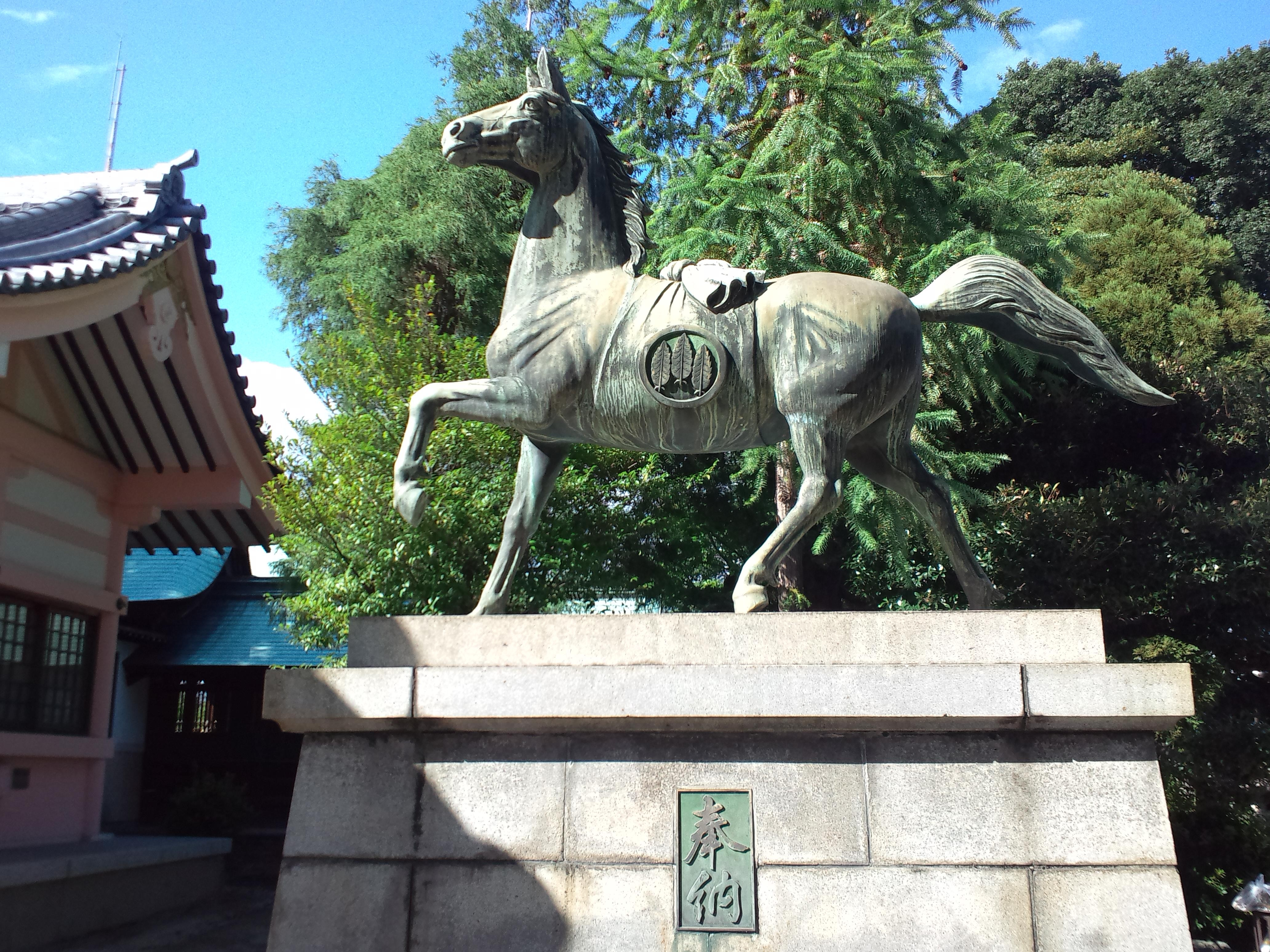
神馬像（一宮市・大神神社）
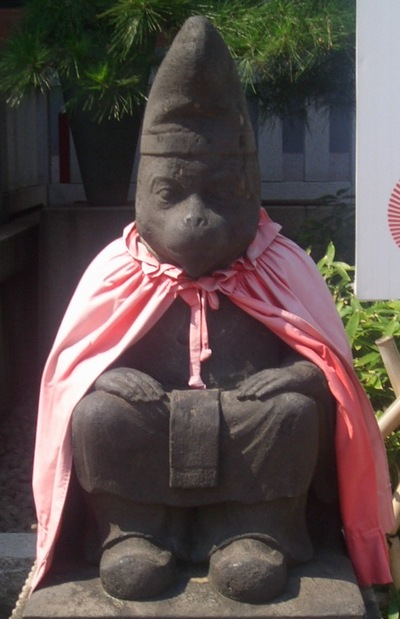
猿神像（東京都・日枝神社）

## その他
- ことわざとして、「猿は山王（さんのう、日吉神社の別称）の使者」[8]。
- 古峯神社の神使は天狗とされ（古峯神社#信仰）、龍と同様に伝説上の存在となっている。